# ヤンキー君と白杖ガール
『ヤンキー君と白杖ガール』（ヤンキーくんとはくじょうガール）は、うおやまによる4コマ漫画作品。児玉潤名義で雑誌掲載経験もある作者が、当作品を素早く世間に届けたいという思いのために、うおやま名義で2018年6月から漫画投稿サイトでの自主掲載を開始。その後、ニコニコ静画、pixiv、マンガハックにて投稿され、2022年2月26日に完結。作者公認の略称は「ヤンガル」。
顔に傷のあるヤンキー青年の黒川森生と、弱視である女子高生の赤座ユキコの恋愛物語。ふたりのラブコメを中心にしつつ、障害など社会で生きづらさを感じる人々の生き方も鋭く描く。4コマ漫画として掲載されているが、ほとんどの話が4コマでは完結せず連続する、いわゆる「ストーリー4コマ」の体裁をとっている。
第5回『次にくるマンガ大賞』Webマンガ部門14位。2021年7月時点で電子版も含めた累計発行部数は18万部を突破している。
2021年10月6日から12月15日まで杉咲花主演で『恋です!〜ヤンキー君と白杖ガール〜』のタイトルでテレビドラマ化された。

## あらすじ
黒川森生は子分たちと肩を怒らせ道を歩いていたところ、点字ブロックを邪魔したことから赤座ユキコに視覚障害者用の白杖で尻を刺される。その後のやり取りでユキコの優しさと芯の強さに惚れた森生が、ユキコに半ばつきまとうところから交流が始まり、やがて恋愛関係に発展していく。その中でユキコの盲学校のクラスメイトをはじめ、様々な人たちと関わっていくことになる。関わる人々には、視覚障害に限らず生きづらさを抱える人も多かった。社会での「フツウ」とは何かを考え、この世界は多面で様々な生き方があると気づいた森生は、その見方を教えてくれたユキコへの愛情をいっそう深めていく。

## 登場人物
声の項はボイスコミックの声優。
なお、本作の登場人物の名前にはすべて色のつく名前が用いられている。
黒川森生（くろかわ もりお）
声 - 下野紘
「黒ヒョウのモリ」の通り名を持つヤンキー。登場当時18歳で高校中退の無職。両親はおらず祖母と二人暮らし。
左目の下に刃物で切られた傷痕があり、この傷のために人間関係で苦労し、また自分からも世間を疎むようになった。
傷のうえに両耳に多数のピアス、さらに強面で上記のような生き方をしたため誤解されやすいが、自分とは違う境遇の人たちの考え方を察し、素直に受け取れる内面を持っている。
ユキコより年上だが本人なりの丁寧語で会話する。
赤座ユキコ（あかざ ユキコ）
声 - 鬼頭明里
盲学校（＝特別支援学校）高等部女子生徒。登場当時16歳。本作のヒロイン。
色がぼんやりわかる程度の弱視。以前はもう少し見えていたが、病気の進行を食い止める手術を受けた際に弱視が悪化した。
小柄な少女だが若干口が悪く、行動も過激で白杖を武器に使ったりする。
しかし根は優しく、見えないこともあり人の外見にも左右されない。森生の顔に傷跡があることを知った第一声は「顔にケガ!? 大変じゃん」。
弱視の影響もあり他人と距離が近く、そのため森生をドキドキさせることがある。
橙野ハチ子（とうの ハチこ）
声 - 瀬戸麻沙美
森生を「アニキ」と慕う女子高生。普段は前髪で目を隠し、森生がくれたヘッドフォンをつけている。
子役としてCMやドラマに出たことがあり、そのことでクラスメイトなどから理不尽な扱いを受けた。その際に助けてくれた森生とつるんでいる。
森生がユキコに惚れたのは、白杖を持つために同情したからだと誤解したため、一時ユキコを敵視していた。その後直接思いを打ち明けあったことで和解、互いを認め合う仲になった。
緑川花男（みどりかわ はなお）
声 - 野津山幸宏
森生と行動を共にしている、スキンヘッドでサングラスの太った男子。
森生が目の下の傷を作った原因の事件に直接関係しており、その時から「ほっとけない」という理由でつるんでいる。
金沢獅子王（かなざわ ししお）
26歳の社会人で、ゲイの男性。筋トレが趣味。森生の目の下の傷を作った張本人。
登場直後は「隣町のボス」という触れ込みだったが、すぐにレンタルビデオショップの正社員となった。
森生に傷を作ったことを心底気に病んでおり、直後から彼を見守るために喧嘩をふっかけわざと負けることを繰り返した。さらには森生を「養わせてくれ」とまで本人に何度も申し出ている。
ゲイであることを親にも打ち明けられず、社会に拒絶されることを恐れていた。
赤座イズミ（あかざ イズミ）
20歳の大学生。ユキコの姉。ユキコと二人で同居している。
弱視のユキコを献身的にフォローしているが、フォローする中で妹の辛さを感じ、またそのことで襲ってくるせつなさを受け止め続けることに耐えきれずにいた。
この不安を誰にも打ち明けられず孤独を感じていた中、森生と出会い救われる。
ガチムチ好きを自認し、獅子王に一目惚れする。
柴村空（しむら そら）
ユキコと同じ盲学校に通うクラスメイトの少女。
視野が狭く、光を眩しく感じる障害を持つ。視野の端の方で物を少し視認できる。
当初ユキコと交際している森生を含め「目の見える奴が大キライ」と思っていたが、森生たちとの交流により思いを改めていく。
ジョギングが趣味で教師を伴走とし大会に出場する他、一人でも目が見えやすい夜に人の少ない道を選びランニング練習するほどだが、このことでトラブルに巻き込まれる。
青野陽太（あおの ようた）
ユキコと同じ盲学校に通うクラスメイトの男子。
明暗が分かる程度の先天性全盲。しかし他の4感（聴・触・嗅）が優れており、森生やユキコが驚くような知覚を見せることが多々ある。
基本的に優しい少年だが、自分の感情に素直で、森生とユキコに性的な質問も率直にぶつけたりする。
3人のクラスメイトの中では唯一点字が読める。
藍沢光一郎
とある会社で、経理部長を務めている。55歳。妻と娘と暮らしているが、疎まれている。
仕事でも最低限の話のみをしていたが、ユキコと出会った際に、他人（ひと）と相通ずることの喜びを再確認した。
水谷陽香
新人ショップ店員。接客に自信がなかったが、ユキコと関わることで、自信を取り戻した。

## 書誌情報
- うおやま『ヤンキー君と白杖ガール』KADOKAWA〈MFコミックス〉、全8巻
  1. 2019年1月23日発売[11]、ISBN 978-4-04-065485-0
  2. 2019年6月22日発売、ISBN 978-4-04-065831-5
  3. 2019年11月22日発売[9]、ISBN 978-4-04-064253-6
  4. 2020年6月23日発売[10]、ISBN 978-4-04-064619-0
  5. 2020年12月23日発売[12]、ISBN 978-4-04-064910-8
  6. 2021年7月21日発売[5]、ISBN 978-4-04-680476-1
  7. 2021年12月23日発売[13]、ISBN 978-4-04-680952-0
  8. 2022年5月23日発売[14]、ISBN 978-4-04-681443-2

## 障害者向けメディア展開
視覚障害者を描いた作品ということで、各種障害者向けメディアにも展開されている。
- デイジー(音訳)図書5巻[15][16][17][18][19]
- 点字図書3巻[20][21][22]
- 音声ガイドつきボイスコミック2編[23][24]

## テレビドラマ
『恋です!〜ヤンキー君と白杖ガール〜』（こいです!〜ヤンキーくんとはくじょうガール〜）のタイトルで、2021年10月6日から12月15日まで日本テレビ系「水曜ドラマ」枠で放送された。主演は本作が日本テレビ系ドラマ初主演となる杉咲花。

### キャスト

#### 主要人物
赤座ユキコ（あかざ ユキコ）
演 - 杉咲花（幼少期：共田すず）
盲学校高等部3年生。「色がうっすらわかる」「大きい字ならルーペを使えば認識できる」という強度の弱視。
小さい頃に母を病で亡くし、父と姉・イズミとの3人暮らし。ヤンキーの森生と出会い、次第に彼の真っすぐさに惹かれるようになる。
黒川森生（くろかわ もりお）
演 - 杉野遥亮（小学生時：後藤成貴）
顔にケンカでつけた傷を持つ、短気で攻撃的な喧嘩上等だが根は純粋なヤンキー。ユキコと道で出会ってからあっという間に恋に落ちる。
かなりの下戸であり、少しでも酒を飲むとすぐに意識を失って倒れる程である。

#### ユキコの家族
赤座イズミ（あかざ イズミ）
演 - 奈緒（幼少期：早瀬憩（第2・3話））
ユキコの姉。ネイリスト。超がつくレベルの心配性で、「母親代わり」としてついついユキコに口うるさくしてしまう。
赤座誠二（あかざ せいじ）
演 - 岸谷五朗
ユキコとイズミの父。写真家。妻を早くに病で亡くし、男手一つで娘のユキコとイズミを育ててきた。

#### 森生の関係者
金沢獅子王（かなざわ ししお）
演 - 鈴木伸之
森生のライバルで、隣町の元「ボス」のヤンキー。昔、森生の顔にケンカで刀キズを付けた張本人。
3話目からレンタルビデオ店の正社員店長となる。森生とは違って酒にはかなり強い。森生の事が好きであるが、打ち明けられずに悩んでいる。
橙野ハチ子（とうの ハチこ）
演 - 生見愛瑠
森生の中学時代の同級生でヤンキー仲間。自身をイジメから守ってくれた森生に思いを寄せている。花男と恋に落ち、最終回にて結婚する。
緑川花男（みどりかわ はなお）
演 - 戸塚純貴
森生のヤンキー仲間。森生に振り回されつつも、小学生時代からの付き合いもあって放っておけずにいる。ハチ子と恋に落ち、最終回にて結婚する。
桃井草介（ももい そうすけ）
演 - 堀夏喜（FANTASTICS from EXILE TRIBE）
森生のヤンキー仲間。森生に対し、誰よりも尊敬の念を抱いている。
ドラマオリジナルキャラクター。
橙野茜（とうの あかね）
演 - ファーストサマーウイカ
森生達の行きつけの喫茶店の店主。元ヤンキーのアネゴ肌。姪のハチ子を預かっている。
ドラマオリジナルのキャラクター。

#### 盲学校の関係者
紫村空（しむら そら）
演 - 田辺桃子
ユキコの同級生。視野が欠損するタイプの弱視。
青野陽太（あおの ようた）
演 - 細田佳央太
ユキコの同級生。生まれたときから全盲。
黄多しずく（きだ しずく）
演 - 川面千晶
ユキコの担任教師。

#### BBバーガー
ユキコ達が通う盲学校のそばにあるハンバーガーショップ
茶尾（さお）
演 - 古川雄大
店長。
口癖の「チャオ!」から、「チャオ店長」として親しまれている。
紅林（くればやし）
演 - 吉住（第4話 - ）
副店長。
紺野（こんの）
演 - 大友花恋（第4話 - ）
店員。
藍沢（あいざわ）
演 - 佐々木史帆（第4話 - ）
店員。
佐々木（ささき）
演 - 乃上桃（第4話 - ）
店員。
中村（なかむら）
演 - 加藤碧（第4話 - ）
店員。

#### その他
白田綾香（しろた あやか）
演 - 秋山ゆずき
イズミの同僚。
おトメばあちゃん
演 - 茅島成美（第3話）
レンタルビデオ店に通う客。
拓己（たくみ）
演 - 福山翔大（第6話）
紫村空の元彼。
ジムスタッフ
演 - コージ・トクダ（第6話）
ジムのインストラクター。
緋山翔太（ひやま しょうた）
演 - 小関裕太（第7話 - ）
ユキコの幼なじみで初恋の人。ユキコが白杖を持つきっかけとなった存在。
案内人
演 - 濱田祐太郎
本編にて、視覚障害についての解説を行う人物。

#### ゲスト
第1話
- 岡部尚、桜一花、宮川浩明、青山卓矢、俵広樹、高木トモユキ、加藤藍子、犬塚心、共田すず、早瀬憩、鬼束彩子

第2話
- 佐野あやめ、若柳琴子、泉ノ波あみ、犬塚心、共田すず、早瀬憩、桜一花、鬼束彩子

第3話
- 鼓太郎、阿部翔平、小林亜実、うえきやサトシ、三浦健人、共田すず、早瀬憩、桜一花、鬼束彩子

第4話
- 遠山俊也、東出薫、渡辺梨世、八木響生、桜一花

第5話
- 池田恵子、後藤成貴、桜一花

第6話
- 川﨑健太、榊原徹士、川﨑珠莉、桜一花

第7話
- 数ヒロキ、立花涼、宮森右京、桜一花

第8話
- 中野剛、松長ゆり子、宮島はるか、名取えりか、吉田大駕、桜一花

第9話
- 大内厚雄、今井あずさ、大谷幸広、上埜すみれ

第10話
- 松熊つる松、岡部尚、今泉あまね、加藤碧、竹内まゆ、佐藤誠、桜一花、柴崎楽、神谷泰成、近藤駿太、共田すず、早瀬憩

### スタッフ
- 原作 - うおやま『ヤンキー君と白杖ガール』（KADOKAWA）[6]
- 脚本 - 松田裕子
- 演出 - 内田秀実、狩山俊輔、今和紀
- 音楽 - 得田真裕
- 主題歌 - JUJU『こたえあわせ』（ソニー・ミュージック・アソシエイトレコーズ）[39]
- 撮影 - 二之宮行弘、藤井孝典、廿樂知美
- VE - 外城勇一
- 照明 - 木幡和弘、小池真之介
- 音声 - 佐藤友昭、宮原友佳
- SVE - 平井希
- 編集 - 古屋信人、高橋稔
- ライン編集 - 槇洸介
- MA - 下村真美子
- 選曲 - 深井翠子
- 音響効果 - 阿部真也
- VFX - 島崎章
- PR編集 - 内田悠太
- PRMA - 前島真一
- 編集デスク - 加藤浩
- 技術統括 - 木村博靖
- ロケ技術 - 澁谷誠一
- 照明デスク - 高橋明宏
- 美術 - 乾友一郎
- 美術デザイン - 柳谷雅美、松尾実可子
- 美術進行 - 辻光久
- 装飾 - 石橋達郎
- 装置 - 石川悟
- 特殊効果 - 星野伸
- 電飾 - 遠藤由起
- 造園 - 村田北斗
- 建具・硝子 - 藤田一夢
- 生花 - 笠松信之
- 劇中料理 - 赤堀博美
- 衣装 - 安達絵里
- ヘアメイク - 三好啓子
- 持道具 - 三嶋梨沙
- スタイリスト（杉咲担当） - 渡辺彩乃
- 特殊メイク協力 - 梅沢壮一
- 美術車輌 - ランナーズ
- 監修・ロケ協力 - 横浜市立盲特別支援学校
- 指導協力 - 新井恒紀（神奈川衛生学園専門学校）
- 取材協力 - 日本視覚障害者団体連合
- スタント - 劔持誠
- 脚本協力 - 室岡ヨシミコ
- チーフプロデューサー - 加藤正俊
- プロデューサー - 森雅弘、小田玲奈、鈴木香織
- 制作協力 - AX-ON
- 製作著作 - 日本テレビ

### 放送日程
| 話数                                                                         | 放送日   | サブタイトル      | ラテ欄                                                                                    | 演出     | 視聴率 |
| ---------------------------------------------------------------------------- | -------- | ----------------- | ----------------------------------------------------------------------------------------- | -------- | ------ |
| 第1話                                                                        | 10月06日 | フツウの世界      | 弱視の盲学校生と強面の不良が恋をした!? 笑って泣けて優しい気持ちになれる純愛ラブコメディ   | 内田秀実 | 8.8%   |
| 第2話                                                                        | 10月13日 | 今日会いたい      | 白杖の盲学校生と不良の恋が加速!! 会いたい気持ち止まらない… 優しく切ない純愛ストーリー     | 内田秀実 | 8.6%   |
| 第3話                                                                        | 10月20日 | 俺の声届きますか? | 俺の声届きますか… 純愛プレゼント大作戦に心が揺れる!! 白杖を持つ妹と心配性の姉、涙の絆     | 狩山俊輔 | 9.2%   |
| 第4話                                                                        | 10月27日 | はじめてのポテト  | 私は負けない… 白杖ガール、アルバイト初挑戦!! 揺れる恋心とヤンキー君の愛のエールに思わず涙 | 狩山俊輔 | 8.8%   |
| 第5話                                                                        | 11月03日 | もっと知りたい    | 白杖ガールついにヤンキー君に告白!? 消せない過去… すれ違う二人の心に切ない涙が止まらない!  | 内田秀実 | 9.1%   |
| 第6話                                                                        | 11月10日 | キズナ            | 私も走りたい… 白杖ガール、決意のマラソン挑戦&ヤンキー君が伴走!! ついにファーストキス      | 今和紀   | 8.7%   |
| 第7話                                                                        | 11月24日 | 夢を見る          | あなたの顔が見たい!! 白杖ガールの夢に父の心も揺れる… 初恋の人登場で恋の行方は大波乱!      | 狩山俊輔 | 8.6%   |
| 第8話                                                                        | 12月01日 | 恋敵はデキる奴    | 初恋の人の思わぬ言葉に涙あふれて… ヤンキー君が聖夜の大ピンチ!? 白杖ガールの未来予想図は?  | 内田秀実 | 7.4%   |
| 第9話                                                                        | 12月08日 | バイバイ黒川      | 白杖ガールとヤンキー君の恋物語完結!? 夢と現実の間… すれ違う心と心に涙が止まらない別れの日 | 狩山俊輔 | 8.5％  |
| 最終話                                                                       | 12月15日 | ふたりでいれば…!  | 幸せになるって決めた…!! 帰って来たヤンキー君に白杖ガールの決断は… 涙と笑いの最終回        | 内田秀実 | 9.6%   |
| 平均視聴率 8.7% （視聴率はビデオリサーチ調べ、関東地区・世帯・リアルタイム） |          |                   |                                                                                           |          |        |

- 11月17日は『日テレ系音楽の祭典 ベストアーティスト2021』の放送（19時00分 - 22時54分）のため休止[44]。

- 恋です！〜ヤンキー君と白杖ガール〜 まだ間に合う1〜6話ダイジェスト　2021年11月20日放送　ナレーター：鬼束彩子

### その他
視覚障害者向けの解説放送の副音声（アイパートナー）は富沢美智恵。

### スピンオフドラマ
『黒川森生、アルバイト探してますっ!』（くろかわもりお、アルバイトさがしてますっ!）のタイトルで、2021年11月10日の第6話放送後から動画配信サービスの「Hulu」で配信中。全3話。

#### キャスト（スピンオフドラマ）
- 黒川森生 - 杉野遥亮
- 緑川花男 - 戸塚純貴
- 桃井草介 - 堀夏喜（FANTASTICS from EXILE TRIBE）
- 鈴木 - 岡部尚
- 赤座ユキコ - 杉咲花

#### スタッフ（スピンオフドラマ）
- 脚本 - 室岡ヨシミコ
- 演出 - 山下学美
- チーフプロデューサー 加藤正俊
- プロデューサー - 古林茉莉、小田玲奈、鈴木香織（AX-ON）、森雅弘
- 制作協力 - AX-ON
- 制作 - 日本テレビ

#### 配信日程
| 話数   | 配信日   | サブタイトル            |
| ------ | -------- | ----------------------- |
| 第1話  | 11月10日 | お化け屋敷、始めました! |
| 第2話  | 11月24日 | お電話、お待ちしてます! |
| 最終話 | 12月08日 | 出前、お届けします!     |

| 日本テレビ系 水曜ドラマ                                   | 日本テレビ系 水曜ドラマ                                         | 日本テレビ系 水曜ドラマ                                          |
| 前番組                                                    | 番組名                                                          | 次番組                                                           |
| --------------------------------------------------------- | --------------------------------------------------------------- | ---------------------------------------------------------------- |
| ハコヅメ 〜たたかう!交番女子〜 （2021年7月7日 - 9月15日） | 恋です! 〜ヤンキー君と白杖ガール〜 （2021年10月6日 - 12月15日） | ムチャブリ! わたしが社長になるなんて （2022年1月12日 - 3月16日） |